# Sarni
Sarni é uma cidade e um município no distrito de Betul, no estado indiano de Madhya Pradesh.

## Demografia
Segundo o censo de 2001, Sarni tinha uma população de 95,015 habitantes. Os indivíduos do sexo masculino constituem 52% da população e os do sexo feminino 48%. Sarni tem uma taxa de literacia de 74%, superior à média nacional de 59.5%: a literacia no sexo masculino é de 80% e no sexo feminino é de 67%. Em Sarni, 11% da população está abaixo dos 6 anos de idade.